# Emma Tammi
Emma Tammi, née à New York (États-Unis), est une actrice, productrice et réalisatrice américaine. Elle est notamment connue pour son film Terre maudite.

## Biographie
Emma Tammi naît à New York le 1er Janvier 1970. Elle est initiée au cinéma par ses parents, Marcia et Paul Tammi, tous deux acteurs de théâtre,. Elle obtient des petits rôles durant son enfance, notamment comme actrice dans le film 4 New-yorkaises et dans un épisode de la série New York, police judiciaire en 1992.
Après ses études à la Wesleyan University, elle fait un stage avec Robert Altman qui aura une grande influence sur son travail.
Après une expérience dans le montage avec le film Lost/loved (2010), elle déménage à Los Angeles et se lance dans la production en fondant son propre studio, Mind Hive film, avec Henry Jacobson.
Fair Chase, en 2014, est son premier film produit et co-réalisé avec Alex Cullen. Il s’agit d’un documentaire sur des coureurs de longue distance. En 2017 elle co-réalise avec Henry Jacobson un second documentaire intitulé Election day: Lens across America racontant l’élection présidentielle américaine à travers les yeux de photojournalistes.
En 2018, elle produit son premier film de fiction, Bloodine réalisé par Henry Jacobson. Elle réalise la même année le film Terre maudite, un western horrifique se déroulant au XVIIIe siècle qui raconte l’installation d’un couple, Lizzy et Isaac Macklin, dans un endroit isolé du Nouveau-Mexique dans lequel Lizzy Macklin est confrontée à des phénomènes étranges. C’est grâce à son expérience de tournage dans les paysages du Nouveau-Mexique pour le film Fair Chase qu’Emma Tammi est engagée pour réaliser Terre maudite. Le film remporte un succès critique et est nommé dans des festivals (frightfest (en), festival du film de Philadelphie) ainsi que dans plusieurs compétitions (Saturn Awards dans la catégorie Legion M Breakout director et au Fangoria Chainsaw Awards),.
Elle réalise en 2020 la série audio de science-fiction The Left Right Game, dont les droits sont rachetés par Amazon pour l’adapter en série télévisée.
La même année, elle revient au cinéma d’horreur en réalisant Delivered, un épisode de l’anthologie horrifique Into the Dark, mise en ligne sur la plateforme Hulu, qui raconte les mésaventures d’une femme enceinte dont des individus obscurs veulent s’emparer du bébé.
Emma Tammi continue, parallèlement à la réalisation, son activité de productrice de films. Elle produit notamment le film Jay Myself en 2019 réalisé par Stephen Wilkes (en).

## Filmographie

### Actrice
- 1992 : 4 New-yorkaises de Beeban Kidron: bibby, jeune
- 1992 : New York, police judiciaire : Alison Ryder

### Monteuse
- 2010 : Lost/loved (court-métrage)
- 2015 : Chute fighter

### Productrice
- 2014 : A snake gives birth to a snake de Michael Lessac (en)
- 2014 : Fair chase de Emma Tammi et Alex Cullen
- 2017 : Election day: Lens across America d'Emma Tammi et Henry Jacobson
- 2017 : Alesso: Falling de Henrik Hanson (court métrage)
- 2018 : Bloodine de Henry Jacobson
- 2019 : Jay myself de Stephen Wilkes (en)

### Réalisatrice
- 2014 : Fair chase
- 2017 : Election day: Lens across America
- 2018 : Terre maudite (The Wind)
- 2020 : The left right games
- 2020 : Into the Dark
- 2023 : Five Nights at Freddy's[13]